# Renzo e Lucia
Renzo e Lucia è una miniserie televisiva del 2004. Si tratta di una libera trasposizione di Fermo e Lucia, la prima versione (del 1823) de I promessi sposi di Alessandro Manzoni. È costata 8 milioni di euro ed è stata girata principalmente nel comune di Sorico, sul Lago di Como e in parte a Cremona, a Modena, a Mantova. Alcune scene sono state girate a Bardi (PR) e presso la fortezza del paese appenninico.